# Simmons Tower
La Simmons Bank Tower (anteriorment conocida como Capitol Tower, TCBY Tower y como Metropolitan Tower) es un rascacielos de 40 pisos ubicado en 425 West Capitol Avenue en el centro de la ciudad de Little Rock, en el estado de Arkansas (Estados Unidos). Con 166,4 metros de altura, es el edificio más alto de Arkansas.

## Historia

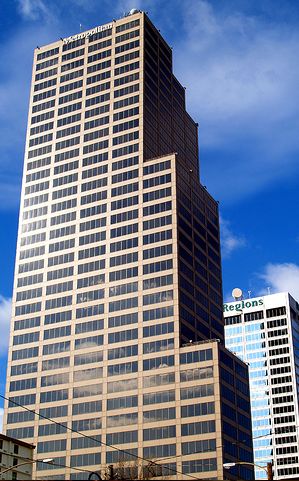
Imagen del edificio en el año 2009.

Una vez terminado en 1986, el edificio fue inaugurado y nombrado Capitol Tower. Una vez finalizado, se convirtió en el edificio más alto de Arkansas, superando el récord por 28 m de su vecino Regions Center (anteriormente First National Bank Building) ubicado al otro lado de la calle. La torre ha mantenido este récord desde entonces.
La cadena internacional de yogur helado TCBY, fundada en Little Rock, se mudó a la torre y obtuvo los derechos de nombre en 1991 y el edificio se conoció como TCBY Tower. TCBY se mudaría más tarde de la torre después de la venta de la empresa en 2000, dejando vacíos los tres pisos que ocupaban. El nombre se cambió de nuevo en agosto de 2004 cuando Metropolitan National Bank compró los derechos de denominación de la torre y trasladó su sede al edificio, y pasó a llamarse Metropolitan Tower.
Metropolitan Bank agregó iluminación exterior a la fachada de la torre en 2005, que incluye reflectores de 400 vatios que iluminan los lados de la torre junto con luces led que se pueden programar en cualquier color y se utilizan para conmemorar las fiestas nacionales. Simmons Bank compró Metropolitan National Bank en 2014 y cambió el nombre de la torre.
El edificio tiene un estacionamiento para 952 autos al otro lado de la calle con una pasarela que conecta con el vestíbulo de la torre. SiTiene 17 ascensores y está equipada con antenas y antenas parabólicas en el techo que se utilizan para la comunicación por radio y teléfono celular, así como por los afiliados de la red local.
Timothy McVeigh exploró el edificio como un posible lugar de bombardeo antes de bombardear el edificio Murrah en Oklahoma City. Decidiría no bombardear el edificio debido a la presencia de una floristería en la planta baja en ese momento.